# Tomatis

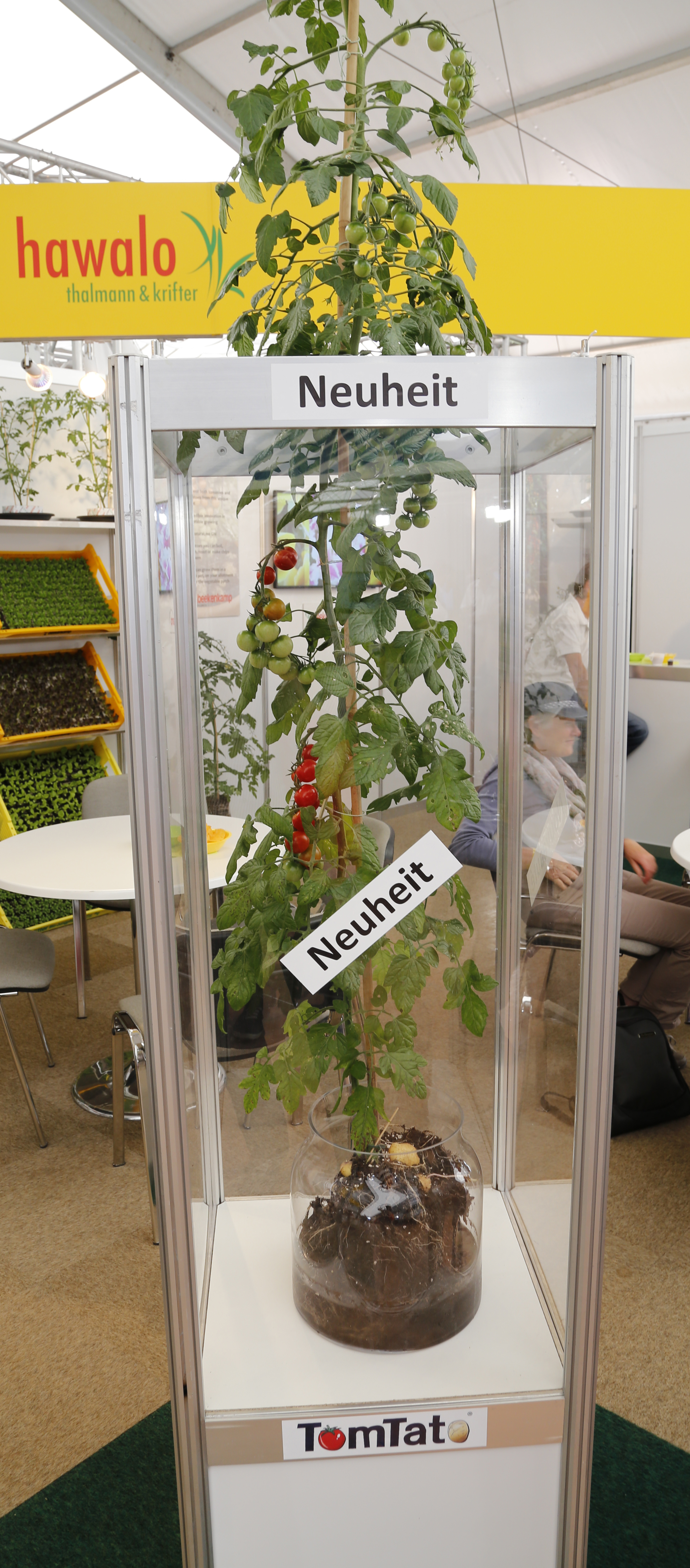
En tomatis (såld under namnet "TomTato") i en utställningsmonter.

Tomatis (engelska pomato eller tomtato) är en chimär som tagits fram genom ympning av en tomat- och en potatisplanta, vilka båda tillhör familjen potatisväxter. Körsbärstomater växer på växtens grenar, medan potatis växer under jorden, från samma planta.

## Bakgrund
Försök med att ympa potatis och tomater så att de växer på samma planta gjordes första gången 1977 på Max Planck-institutet för utvecklingsbiologi i Tübingen, Tyskland. Denna planta producerade dock varken potatis eller tomater. På Max Planck-institutet för växtodlingsforskning i Köln lyckades man 1994 skapa en växt som bar frukt.
Precis som med andra ympningar kan denna växt inte uppstå naturligt, och nya likadana växter kan inte växa från växtens frön, då växtens två olika delar förblir genetiskt intakta och bara kommunicerar för att få näring och kunna växa.
Likt de flesta metoderna för ympning skärs ett litet snitt i båda växternas stammar innan växterna binds ihop. När snitten läkt och växterna vuxit ihop kan potatisväxtens blad och tomatväxtens rötter skäras bort. Efter detta kan tomatplantans blad ge näring åt potatisplantans rötter. Rötterna (potatisen) fungerar som ett stabilt rotsystem för hela plantan.
Tomaterna är redo att skördas efter cirka 12 veckor under sommarmånaderna och potatisen kan skördas när tomatplantans löv bleknar, vanligtvis i början av hösten.
Denna typ av ympning kan användas för att producera många typer av besläktade grödor på samma växt, som exempelvis så kallade "fruktsalladträd" där olika typer av citrusfrukter växer på ett och samma träd, eller ett träd med olika typer av stenfrukter.

## Fördelar
Tomatisplantor ses som en ny teknik för att effektivisera matproduktionen, eftersom de ökar mängden grödor som kan odlas på en bit mark eller på en balkong i stadsmiljö. Detta får betydande konsekvenser i utvecklingsländer, såsom Kenya, där bönder kan spara yta, tid och arbete utan att försämra kvalitén på de producerade grödorna. Dessutom kan ympning öka resistensen mot bakterier, virus och svampsjukdomar, och dra till sig en större variation av pollinerare, samt förse klätterväxter med en stadig stjälk att växa på.

## Kommersiella produkter
Ympade tomatisplantor lanserades i Storbritannien i september 2013 av postorderföretaget Thompson & Morgan som sålde färdigympade plantor med namnet "TomTato" (en sammanslagning av orden "tomato" och "potato"). Plantskolan the Incredible Edible i Nya Zeeland tillkännagav sin produkt "DoubleUP Potato Tom" samma månad. Thompson & Morgan hävdar att det var första gången denna planta hade lanserats kommersiellt, och direktör Paul Hansord har berättat att han själv kom på idén femton år tidigare efter att ha besökt en trädgård i USA där någon hade planterat en potatis under en tomatplanta som ett skämt.
Ympning är ett svårt ingrepp eftersom båda plantornas stjälkar måste ha samma tjocklek. Thompson & Morgan testade sin växt i många år innan de började sälja den. Produktionen och ympningen av tomatis påbörjas i speciella laboratorier i Nederländerna innan de fraktas till Storbritannien där de får växa i växthus tills de är redo att säljas.